# فرودگاه بین‌المللی باتومی
فرودگاه بین‌المللی باتومی فرودگاهی است که در فاصله ۲ کیلومتری (۱٫۲ مایلی) جنوب باتومی، شهری در کرانهٔ دریای سیاه و مرکز آجارستان، جمهوری خودمختار در جنوب غربی گرجستان، واقع شده است. این فرودگاه در فاصله ۲۰ کیلومتری (۱۲ مایلی) شمال شرقی شهر هوپا، کشور ترکیه قرار دارد و به عنوان فرودگاهی خانگی و بین‌المللی برای گرجستان و منطقه شمال شرقی ترکیه خدمت می‌کند.

## چکیده
فرودگاه بین‌المللی باتومی یکی از سه فرودگاه بین‌المللی در حال فعالیت (همراه با فرودگاه بین‌المللی تفلیس که برای پایتخت گرجستان انجام وظیفه می‌کند و فرودگاه بین‌المللی کوتائیسی در دومین شهر بزرگ گرجستان، کوتائیسی) در گرجستان است. ترمینال جدید فرودگاه از ۲۶ مه سال ۲۰۰۷ شروع به فعالیت نموده است. با مساحتی معادل ۴٬۲۵۶ مترمربع (۴۵٬۸۱۰ فوت مربع) توانایی جابجایی ۶۰۰٬۰۰۰ مسافر در سال را دارد.
تعداد مسافران فرودگاه بین‌المللی باتومی، بعد از نوسازی که توسط تاو ایرپورت هولدینگ در سال ۲۰۰۷ انجام پذیرفت، رشد چشمگیری داشته است. فرودگاه تعداد ۱۳۴٬۰۰۰ مسافر را جابجا نمود که افزایش ۵۱ درصدی نسبت به سال قبل داشت.